# Ajii Iliofoti
Ajii Iliofoti (gr. Άγιοι Ηλιόφωτοι) – wieś w Republice Cypryjskiej, w dystrykcie Nikozja. W 2011 roku liczyła 60 mieszkańców.